# Сант-Анджело-аль-Эска
Сант-Анджело-аль-Эска (итал. Sant'Angelo all'Esca) — коммуна в Италии, располагается в регионе Кампания, в провинции Авеллино.
Население составляет 942 человека (2008 г.), плотность населения составляет 188 чел./км². Занимает площадь 5 км². Почтовый индекс — 83050. Телефонный код — 0827.
Покровителем коммуны почитается святой архангел Михаил, празднование 8 мая и 29 сентября.

## Демография
Динамика населения:

## Администрация коммуны
- Официальный сайт: https://web.archive.org/web/20120301060307/http://santangeloallesca.asmenet.it/